# Stora Niepsurttjärnen
Stora Niepsurttjärnen är en sjö i Arjeplogs kommun i Lappland och ingår i Umeälvens huvudavrinningsområde. Sjön har en area på 0,0624 kvadratkilometer och ligger 738,1 meter över havet. Stora Niepsurttjärnen ligger i Laisdalens fjällurskog Natura 2000-område.

## Delavrinningsområde
Stora Niepsurttjärnen ingår i det delavrinningsområde (733051-155358) som SMHI kallar för Mynnar i Dellikälven. Medelhöjden är 726 meter över havet och ytan är 41,92 kvadratkilometer. Det finns inga avrinningsområden uppströms utan avrinningsområdet är högsta punkten. Grabtajåkka som avvattnar avrinningsområdet har biflödesordning 5, vilket innebär att vattnet flödar genom totalt 5 vattendrag innan det når havet efter 401 kilometer. Avrinningsområdet består mestadels av skog (67 procent), sankmarker (13 procent) och kalfjäll (14 procent). Avrinningsområdet har 0,44 kvadratkilometer vattenytor vilket ger det en sjöprocent på 1 procent.